# (32120) Stevezheng
2000 LC8 (asteroide 32120) é um asteroide da cintura principal. Possui uma excentricidade de 0.16341680 e uma inclinação de 1.25836º.
Este asteroide foi descoberto no dia 6 de junho de 2000 por LINEAR em Socorro.